# میلیونرهای گرسنه
میلیونرهای گرسنه فیلمی به کارگردانی و نویسندگی اسماعیل ریاحی محصول سال ۱۳۴۶ است.

## داستان
سه رانندهٔ تاکسی که با هم دوست هستند در برخورد با دوست حادثه زنده‌ای کوشش می‌کنند یاریش دهند...

## بازیگران
- رضا بیک ایمانوردی
- کتایون
- کامی کسروی
- احمد قدکچیان
- عزت‌اله مقبلی
- فرخ‌لقا هوشمند
- رفیع حالتی
- شهرام
- عدیله
- سیمین غفاری
- یدالله محمدی‌نژاد
- جلال پیشواییان
- شهلا ریاحی